# ヨンカイラ・ペーニャ
ヨンカイラ・パオラ・ペーニャ・イザベル（Yonkaira Paola Peña Isabel、1993年5月10日 - ）は、ドミニカ共和国の女子バレーボール選手。ドミニカ共和国代表。

## 来歴
1993年、ドミニカ共和国サントドミンゴ出身。母親に進められてバレーボールを始める。
2011年、ドミニカ共和国代表に初選出される。2012年にペルーで開催されたU-23パンアメリカンカップで母国を初代優勝へ導き、自身もMVPを受賞した。同年のワールドグランプリの小牧ラウンドから本格的にシニア代表として活躍している。
2013年5月のモントルーバレーマスターズではレギュラーに抜擢され、銅メダル獲得に貢献した。同年6月のパンアメリカンカップで準優勝を果たした。10月のU-23世界選手権にてエースとしてチームを牽引し、銀メダルを獲得した。同月、Vプレミアリーグの東レアローズに入団した。11月のグラチャンに出場した。
2014年、9-10月の世界選手権に三大大会に初出場し、6位入賞した。2015年、ワールドカップに出場した。同年の北中米選手権で銀メダルを獲得し、自身もベストアウトサイドヒッター賞を受賞した。2015-16シーズンはポーランドリーグのKPSチェミック・ポリツェでプレーした。

## 球歴
- 世界選手権 - 2014年、2018年
- ワールドカップ - 2015年
- ワールドグランドチャンピオンズカップ - 2013年
- 北中米選手権 - 2013年、2015年
- ワールドグランプリ - 2012年、2013年、2014年、2016年、2017年

## 受賞歴
- 2012年 U-23パンアメリカンカップ MVP
- 2015年 北中米選手権 ベストアウトサイドヒッター賞

## 所属クラブ
- Mirador（2011年）
- Universidad San Martin de Porres（2011-2013年）
- 東レアローズ（2013-2014年）
- Bursa Büyükşehir Belediyespor（2014-2015年）
- KPSチェミック・ポリツェ（2015-2016年）
- レクソーナ・アデス（2017-2020年）
- Jakarta Pertamina Energi（2020-2021年）
- レクソーナ・アデス（2021-2022年）
- ジェルダウ・ミナス（2022年-）